# 아사아블로이
아사아블로이(Assa Abloy)는 자물쇠, 문, 게이트 및 출입 자동화와 관련된 제품과 서비스를 제공하는 스웨덴 그룹이다. 관련 제품 및 서비스에는 키, 카드, 태그, 모바일 및 생체 인식 신원 확인 시스템을 통한 액세스 제어 및 신원 확인이 포함된다.
이 회사는 아사 AB(Assa AB)가 스웨덴 보안 회사인 시큐리타스 AB에서 분리된 1994년에 설립되었다. 그 직후 아사 AB는 핀란드의 고급 보안 잠금 장치 제조업체인 아사아블로이(당시 핀란드 회사 바르질라의 자회사였던 요엔수 소재)와 합병되었다. 회사는 같은 해 후반에 스톡홀름 증권 거래소에 소개되었다. 아사아블로이는 이후 예일, 처브 록스, 미국의 메데코, 이스라엘의 Mul-T-Lock, 프랑스의 피셰-보슈를 포함하여 300개 이상의 인수를 완료했다. 최대 주주 두 곳은 라투르(Latour)와 멜커 셸링 AB(Melker Schörling AB)이다.